# NGC 6165
NGC 6165 је емисиона маглина у сазвежђу Угломер која се налази на NGC листи објеката дубоког неба.
Деклинација објекта је - 48° 9' 4" а ректасцензија 16h 34m 2,0s. Привидна величина (магнитуда) објекта NGC 6165 износи 14,4. NGC 6165 је још познат и под ознакама ESO 226-PN13, PK 336-0.1, ESO 226-EN14, sf cond of WR neb.